# Chiesa di San Rocco (Scordia)

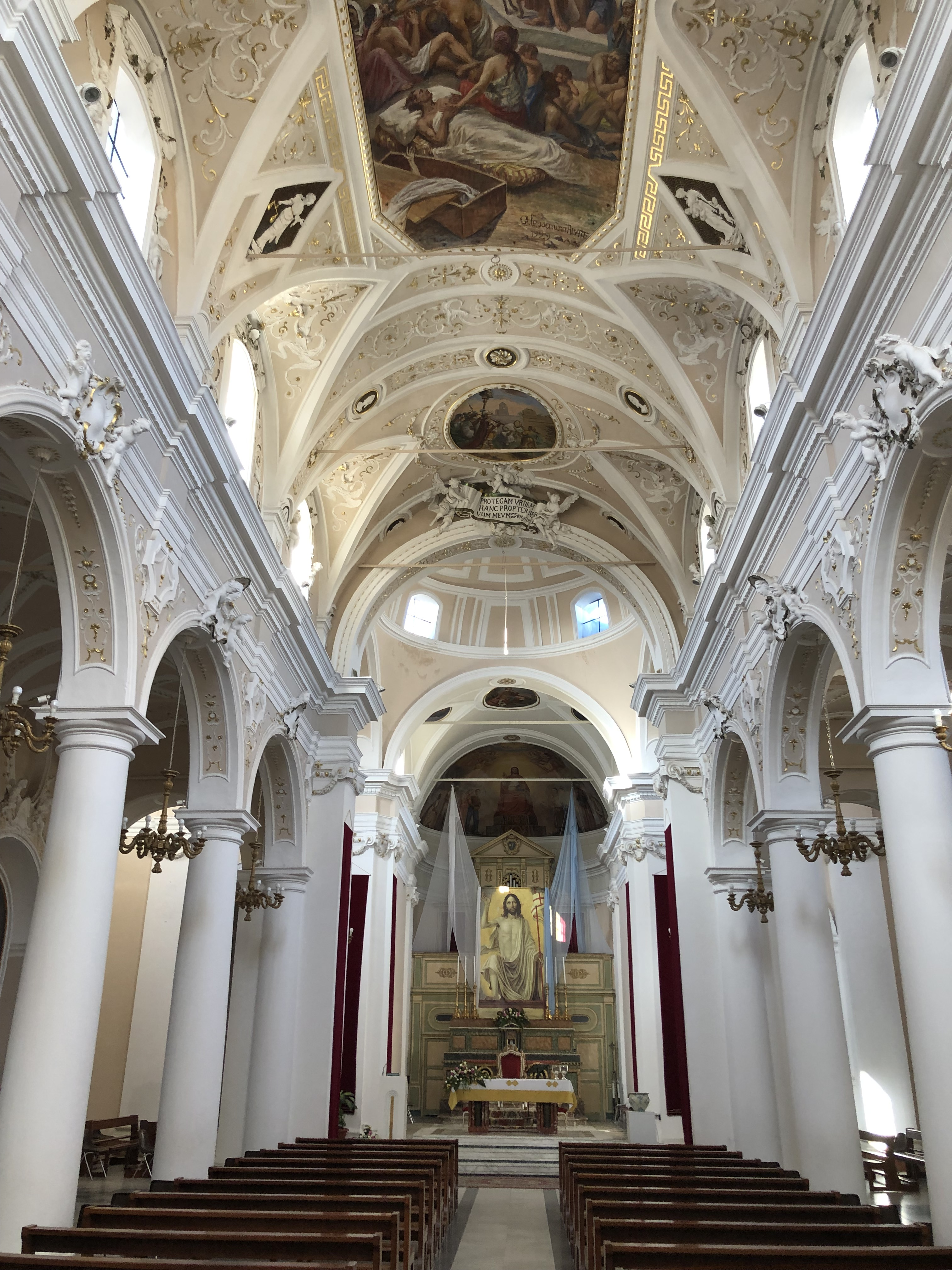
Navata.

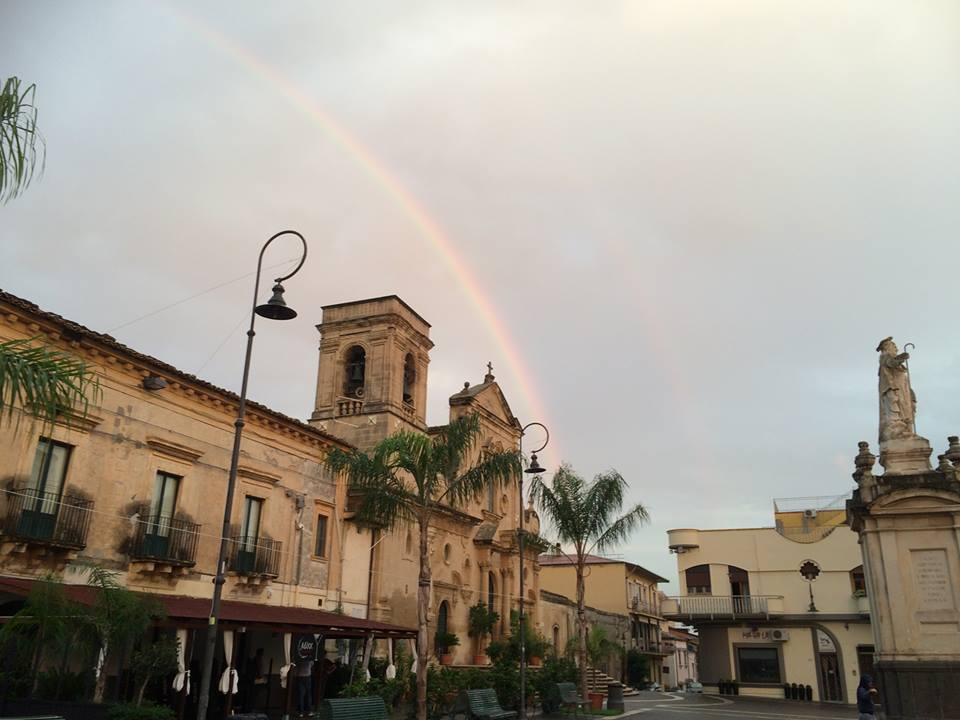
Piazza Umberto I, con la facciata barocca della chiesa madre e il monumento a San Rocco del Bagnasco.

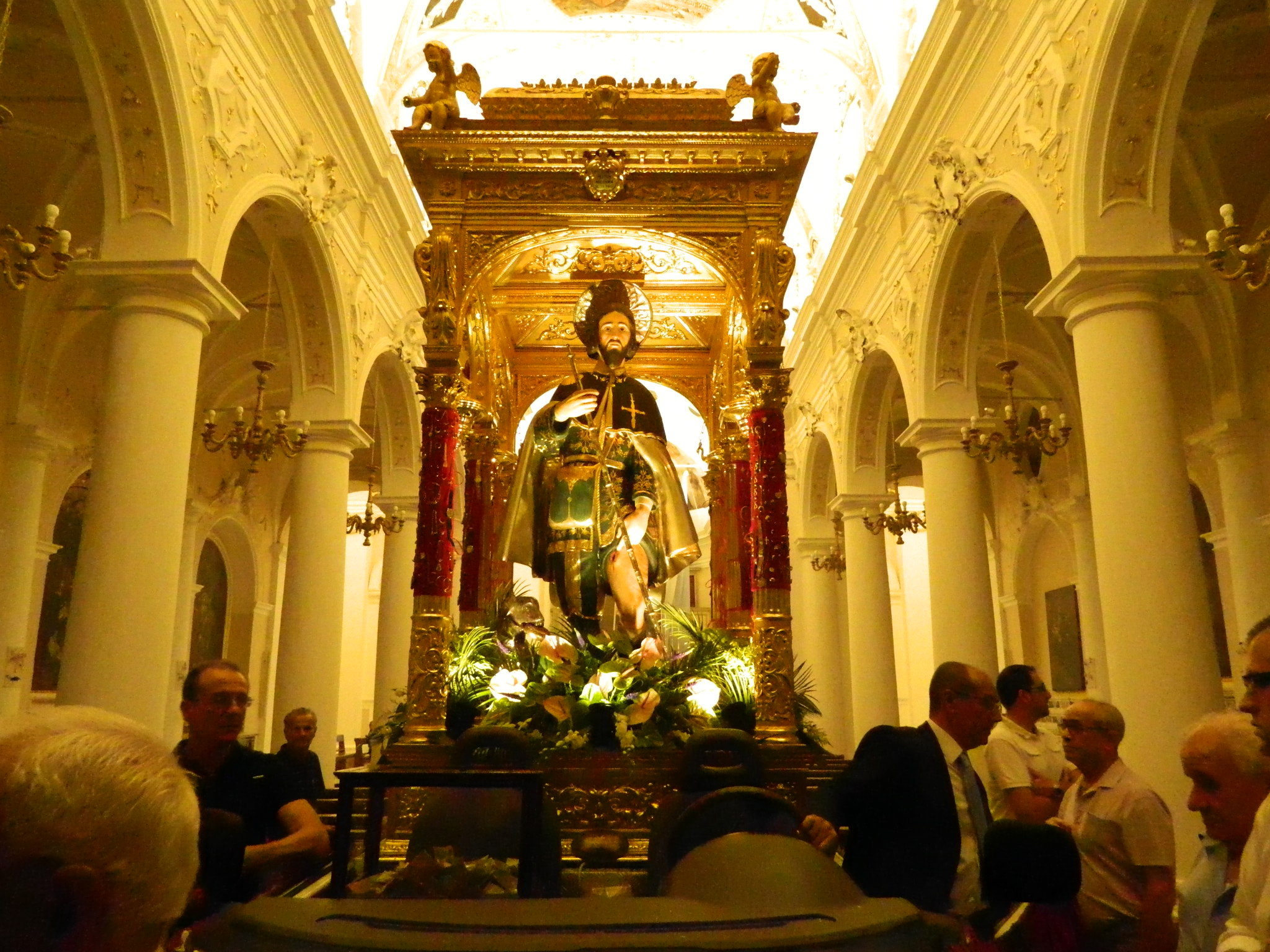
Il seicentesco simulacro ligneo del patrono di Scordia, San Rocco.

La chiesa Madre di San Rocco è un edificio religioso sito a Scordia nell'omonima piazza. Chiesa principale del centro della Città metropolitana di Catania e sede della parrocchia dedicata al santo pellegrino, si presenta in stile barocco siciliano evolutosi dalla ricostruzione dell'inizio del XVIII secolo a quelli più recenti.

## Storia
Nell'anno 1628, contemporaneamente al suo palazzo, il principe Antonio Branciforte provvide a fare costruire la chiesa madre di San Rocco, patrono di Scordia, riservandosi su di essa, allora unica parrocchia del paese, il diritto di patronato, cioè la facoltà di designare il parroco, che poi sarebbe stato nominato dal vescovo.
Nel 1629 si cominciò a seppellirvi i morti, ma la chiesa andò completamente distrutta a causa del terremoto del 1693. Riedificata su progetto da molti attribuito a fra Michele da Ferla, fu riaperta al culto nel 1712.
Tuttavia assunse la forma e l'ampiezza attuale durante il parrocato di don Mario De Cristofaro (1830-1867), a cura del quale furono completate le ali della croce latina che forma la pianta della chiesa, divisa in tre spaziose navate adorne di stucchi e affreschi, con otto altari laterali sormontati da tele di non disprezzabile fattura, opere del senese Marcello Vieri (XVIII sec.), del romano Pietro Gabrini (1856-1926) e di artisti ignoti.

## Esterno
Il prospetto della chiesa, orientata verso occidente, è un esempio del più puro barocco, impreziosito della luminosità della pietra locale.

## Interno
Impianto basilicale ripartito in tre navate per mezzo di colonne. Sulla volta della navata centrale è dipinta su tela una grande scena raffigurante San Rocco tra gli appestati (1929) opera del catanese Alessandro Abate (1867-1953).

### Navata destra
Particolare attenzione merita la pala della Madonna del Rosario, da alcuni attribuita al Caravaggio (1571?-1610), da altri ad un artista ignoto della sua scuola, da altri ancora considerata una copia.

### Navata sinistra
Come nella navata opposta figurano 4 dipinti in corrispondenza degli altari minori.

### Transetto
- Absidiola destra: Cappella di San Rocco. Nell'ambiente si custodisce il fercolo ligneo del 1884, completamente reindorato in occasione del centenario della festa patronale nel 1960 da maestranze catanesi, all'interno del quale è posta la plurisecolare statua del santo patrono. Anch'essa in legno, originariamente dipinta, la statua donata dai Branciforte, era stata rivestita in argento nel 1796. Il prezioso ornamento è stato però sacrilegamente trafugato nel 1977 ed il simulacro è stato restaurato nel 1979.[1] È questo il simulacro che viene portato in processione in occasione della festa patronale del 16 agosto.
  - Transetto braccio destro.
- Absidiola sinistra: Cappella del Santissimo Sacramento.
  - Transetto braccio sinistro: Un'altra tela sulla quale si formulano le più svariate ipotesi è quella posta a lato della Cappella del Sacramento, a sinistra dell'abside. In un interno è rappresentata la Madonna col Bambino che benedice San Giovannino. Accanto alla Vergine, Santa Elisabetta. Sullo sfondo, a sinistra, un personaggio maschile (San Giuseppe?) e, attraverso un'apertura, un paesaggio campestre. Si tratta di un'opera di ottima fattura, secondo alcuni da attribuire ad un artista non estraneo alla scuola di Raffaello, di cui è custodita a Malta, nella Cattedrale di San Giovanni, a La Valletta, una tela di identico soggetto.

### Presbiterio
Nell'abside sono ancora visibili l'antico altare maggiore in legno e la macchina lignea dell'organo a canne dell'800. La volta è decorata con affreschi del pittore militellese Giuseppe Barone (1887-1956): il Cristo Rex Mundi (1947) e, all'interno di cornici rotonde a stucco, San Pietro e San Paolo. Ad un artista ignoto è da assegnare una scena della vita di San Rocco di epoca anteriore.
Nei locali della chiesa, oltre ai preziosi paramenti sacri e ai calici e gli ostensori in metallo prezioso, si custodiscono altre sculture e altre tele di un certo valore e un archivio di grandissima importanza documentaria.
In essa ha sede l'antica Confraternita del SS. Sacramento.
Al centro della piazza antistante la chiesa omonima, su di un alto piedistallo, si erge la statua in pietra calcarea di San Rocco col suo cane, opera dello scultore palermitano Nicolò Bagnasco. Il monumento fu eretto nel 1813, quando la peste affliggeva l'isola di Malta.